# Nikon D2X
La Nikon D2X es una cámara réflex digital (DSLR) de uso profesional que Nikon anunció el 16 de septiembre de 2004. Con 12.4 megapíxeles de resolución, la D2X fue la cámara digital de alta resolución líder de Nikon hasta junio de 2006, cuando fue sustituida por la D2Xs, y posteriormente por las cámaras Nikon D700, Nikon D3 y Nikon D4, estas últimas con nuevo sensor de cuadro completo (formato 135) Nikon FX.

## Tecnología
La D2X fue la primera cámara Nikon en usar un sensor CMOS tamaño DX format fabricado por Sony en lugar de un sensor charge-coupled device o el sensor Nikon LBCAST que había usado en los modelos anteriores hasta que salió la D2X. La cámara usa el espacio de color sYCC. El sensor CMOS usado en la D2X tiene una resolución nueve veces mayor que la del ojo humano. Con 90 pares de líneas por milímetro (90 lp/mm), el sensor puede distinguir detalles extremadamente finos en una imagen. Esto logra que la cámara sea excelente para paisaje, ya que puede distinguir pequeños detalles en objetos distantes.
La D2X supera a la D2H y su sucesora la D2Hs al lograr 5 fotos por segundo a 12 megapíxeles, y 8 f/s a 6.8 megapíxeles con su modo recortado de alta velocidad (image high-speed crop mode). En el modo recortado la cámara sacrifica píxeles por velocidad y recorta la imagen al 50% (diagonal) del formato completo llamado de 35mm (formato 135, 36x24mm), factor de recorte 2X logrando la velocidad continua de 8 f/s  (vs. 5 f/s a resolución completa APS-C (factor de recorte 1.5X).
Incorpora también otras innovaciones y mejoras, en la medición de luz y el sistema de enfoque automático. Al mismo tiempo puede usar cualquier lente Nikon con montura F (FX y DX), que incluye a todos los fabricados por Nikon desde los años 1960, excepto los recientes lentes de formato CX, que solo se usan en las cámaras semiprofesionales Nikon serie 1 de formato CX (factor de recorte 2.7). Tiene una vida medida del obturador de más de 150,000 actuaciones, lo que se considera el doble o triple de la de cámaras más económicas.
Es una de las pocas cámaras que incluyen un "tercer ojo", el cual mide el color general de la luz ambiente, por lo que le da a la D2X un mayor criterio al ajustar el balance de blancos de la foto en lugar de ajustar el balance de blancos usando solamente el centro o puntos predefinidos de la foto.
Al momento de su presentación la D2X tenía la más alta concentración de píxeles de las cámaras Nikon fabricadas hasta esa fecha. Aunque el pequeño tamaño de los píxeles permitían tener unas resoluciones impresionantes, al ser tan pequeño cada píxel captaba menos luz, por lo que tenía un poco más de ruido en las partes de la foto menos iluminadas. Por fortuna, los excelentes algoritmos de reducción de ruido incluidos en el microprocesador de la cámara mejoraban la imagen para obtener la calidad esperada en una cámara de nivel y precio profesional.

## Mercado objetivo
La D2X está encaminada a fotógrafos profesionales. Es el reemplazo del modelo profesional anterior, la D1X, y complementa a la cámara D2Hs, con la que comparte el cuerpo. Fue un logro estratégico muy importante para Nikon ya que habían pasado 3 años y medio desde el lanzamiento el modelo anterior D1X, lapso en el que subió mucho la competencia y presión a la cámara D1X.

## Competencia
Las principales cámaras que compiten contra la D2X son las cámaras de formato 135 completo Canon EOS-1Ds Mark II y la Canon EOS-1D Mark II N. Hay también una pequeña competencia contra la cámara de formato completo (135) Canon EOS 5D, pero no son competidores directos.
Existe un debate acerca de las ventajas del sensor de formato DX ofrecido en la D2X y el sensor de formato completo  sensor de cuadro completo (100% del cuadro de la película de formato 135 (36x24 mm)). Cada tamaño tiene sus ventajas y sus desventajas, las cuales son importantes dependiendo de la aplicación: deportes contra estudio, estudio contra lugares externos, gran angular contra telefoto, etc. Nikon, convencida de que el tamaño APS-C (DX) era el mejor para sus clientes y mercado, se había comprometido públicamente al apoyo del formato y la línea de lentes necesaria para cumplir el cuadro por los mismos (APS-C (24x16 mm). Esa filosofía se mantuvo hasta el año de 2007, en el que empezó a fabricar los equipos DSLR de cuadro 135 completo Nikon D3 y Nikon D700.
La Nikon D2X fue premiada con "best product accolades for 2005–6" por la European Imaging and Sound Association. También fue nombrada la cámara europea profesional del año: "European Professional Camera of the Year", por su extraordinario desempeño según los jueces del concurso.

## Nikon D2Xs
La Nikon D2Xs es una  DSLR fue anunciada el 1 de junio de 2006 como reemplazo de la Nikon D2X.
Sus mejoras sobre la D2X original D2X incluyen:
- Máscara automática en el visor para el modo de recorte de alta velocidad
- Mayor tamaño de la memoria colchón de entrada, lo cual permite 60 fotos continuas antes de llenar la misma
- Posiciones adicionales de la sensibilidad ISO entre 800 y 1600 ISO
- Medición mejorada en el recorte de alta velocidad
- Más opciones de autoenfoque
- Un sistema de enfoque automático(AF) que puede funcionar con imágenes de menor contraste y en menores niveles de luz.
- Mayor capacidad de la batería, alcanzando hasta 3,800 por cada carga
- ISO automático mejorado
- Verificación de Imagen
- Capacidad de guardar y recuperar los ajustes de la cámara en la tarjeta de memoria
- LCD de 2,5 plg (6,4 cm) y 230,000 píxeles LCD con un ángulo de vista de 170 grados (igual que la D200)
- Mismo menú que la D200
- Modo blanco y negro
- Selecciones adicionales de modos de color
- Conector USB con seguro
- Permite varias curvas preconfiguradas
- Ajustes recientes protegidos
- Grabación de GPS mejorada
- Enfoque automático y reducción de vibración (AF y VR) para video
- Recorte en cámara

La D2X original obtiene la mayoría de estas mejoras con la simple actualización del firmware, con la excepción de:
- Rectángulo indicador automático en el visor del cuadro de recorte de alta velocidad
- Pantalla de LCD de 2,5 plg (63,5 mm) de 230,000 píxeles con un ángulo de vista de 170 grados (la mejora es en el ángulo de vista porque el tamaño de la pantalla es el mismo)

Batería de mayor capacidad EN-EL4e la que es compatible con la D2X original y que dará una mayor capacidad ya sea con la cámara D2X o la D2Xs.

## Muestra

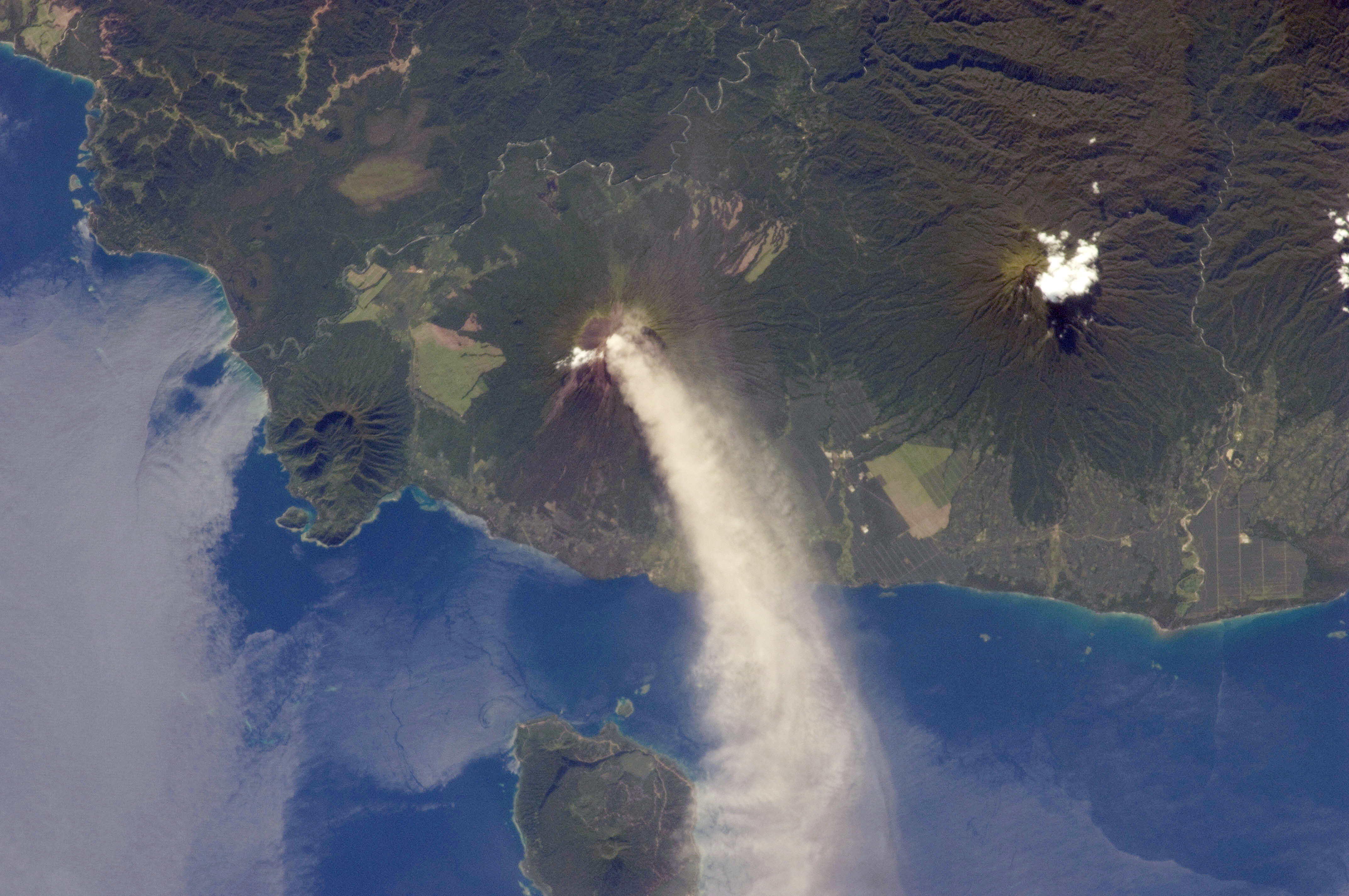
Imagen tomada desde la Estación Espacial Internacional con una Nikon D2X